# Leersia
Leersia, ibland kallat vildrissläktet, är ett släkte inom familjen gräs. Släktet är vida spritt och förekommer på alla kontinenter utom Antarktis. Det vetenskapliga namnet gavs för att hedra den tyska botanisten Johann Daniel Leers (1727-1774).

## Arter
Det råder ingen enighet om hur många arter som släktet omfattar. Denna alfabetiska lista följer Kew World checklist of Selected Plant Families:
- Leersia angustifolia Prodoehl - Sudan
- Leersia denudata Launert - från Kenya till Kapprovinsen
- Leersia drepanothrix Stapf - från Guinea till Uganda
- Leersia friesii Melderis - från Uganda till Botswana
- Leersia hexandra Sw. - Afrika, Eurasien, Australien, Nord- och Sydamerika, olika öar
- Leersia japonica (Honda) Honda - Kina, Japan, Korea
- Leersia lenticularis Michx. - centrala och östra USA
- Leersia ligularis Trin. - Latinamerika och Västindien, från Coahuila till Paraguay
- Leersia monandra Sw. - Texas, Florida, Mexiko, Västindien
- Leersia nematostachya Launert - Kamerun, Angola, Zambia
- Leersia oncothrix C.E.Hubb. - Zambia
- Leersia oryzoides (L.) Sw. - i Eurasien, från Azorerna till Primorje kraj, och i Nordamerika från Kanada till USA och nordvästra Mexico
- Leersia perrieri (A.Camus) Launert - Madagaskar
- Leersia sayanuka Ohwi - Kina, Japan, Korea, Vietnam
- Leersia stipitata Bor - Thailand
- Leersia tisserantii (A.Chev.) Launert - från Guinea till Namibia
- Leersia triandra C.E.Hubb. - Sierra Leone, Liberia, Kamerun
- Leersia virginica Willd. - östra Kanada, och östra och centrala USA

Notera att arten L. oryzoides, som tillsammans med L. hexandra har den största spridningen i Eurasien, ofta ges artnamnet vildris. Notera även att grässläktet Zizania ibland också kallas vildris och så även vilda arter inom rissläktet Oryza.